# Jack Dunn
Pour les articles homonymes, voir Dunn et John Dunn.
John Edward Powell Dunn  dit Jack Dunn, né le 28 mars 1917 à Royal Tunbridge Wells dans le Kent et mort le 16 juillet 1938 à Hollywood (Los Angeles, États-Unis), est un patineur artistique britannique, vice-champion du monde en 1935.

## Biographie

### Carrière sportive
Jack Dunn est double vice-champion de Grande-Bretagne en 1934 et 1935 derrière Graham Sharp.
Il représente son pays à deux championnats européens (1934 à Seefeld in Tirol et 1935 à Saint-Moritz), deux mondiaux (1935 à Budapest où il devient vice-champion du monde et 1936 à Paris), et aux Jeux olympiques d'hiver de 1936 à Garmisch-Partenkirchen.

### Reconversion
Jack Dunn est un ami proche et un amoureux de Sonja Henie, qui s'entraînait à Londres vers la fin de sa carrière sportive. Après ses victoires aux Jeux olympiques d'hiver et aux mondiaux de février 1936, Sonja Hennie arrête sa carrière sportive et part pour les États-Unis. Jack Dunn prend la décision d'arrêter également sa carrière sportive pour l'accompagner et devenir son partenaire de patinage professionnel, dans son spectacle sur glace en tournée pendant les deux années suivantes. Leur relation prend fin lorsque Sonja Henie commence une relation avec l'acteur Tyrone Power.
Peu de temps après, en 1938, Jack Dunn meurt d'une tularémie contractée après avoir manipulé un lapin infecté lors d'un voyage de chasse au Texas. Il meurt à Hollywood à l'âge de 21 ans.
Au moment de sa mort, Jack Dunn avait trois projets de film qui n'ont pas pu se réaliser en raison de sa mort : il devait jouer Everybody's Girl aux côtés de Randolph Scott, il avait été également choisi par le producteur Edward Small pour jouer le rôle principal de The Duke of West Point (1938) et il était en lice pour jouer Rudolph Valentino dans un film basé sur la vie de l'acteur.

## Palmarès
| Compétition                     | 1934 | 1935 | 1936 |  |  |  |  |  |  |  |  |  |  |  |  |  |
| Jeux olympiques d'hiver         |      |      | 6e   |  |  |  |  |  |  |  |  |  |  |  |  |  |
| Championnats du monde           |      | 2e   | 4e   |  |  |  |  |  |  |  |  |  |  |  |  |  |
| Championnats d’Europe           | 6e   | 4e   |      |  |  |  |  |  |  |  |  |  |  |  |  |  |
| Championnats de Grande-Bretagne | 2e   | 2e   |      |  |  |  |  |  |  |  |  |  |  |  |  |  |
|                                 |      |      |      |  |  |  |  |  |  |  |  |  |  |  |  |  |